# Flammenwerfer 35
El Flammenwerfer 35, o FmW 35 (de l'alemany llançaflames) era un llançaflames d'un sol usuari, utilitzat durant la Segona Guerra Mundial per les forces de la Wehrmacht i l'exèrcit alemany en conjunt.
Pesava 35,8 kg, i podia carregar 11,8 litres de combustible Flammöl 19, que era una mescla de petroli i quitrà, el qual podia ser projectat a uns 25 metres, amb un màxim de 30 metres. El combustible s'iniciava amb una torxa d'hidrogen, amb una flamarada continua de 10 segons. El dispositiu de foc s'activava al mateix moment amb la Selbstschlussventil que estava situada dins d'una canonada protectora. El Flammenwerfer 35 va ser produït fins a 1941, quan va ser reemplaçat per la versió més lleugera i millorada, el Flammenwerfer 41 va començar a reemplaçar-lo.